# August Gottlob Liebeskind
August Gottlob Liebeskind (* 1. August 1763 in Leipzig; † 17. Juli 1844 ebenda) war ein deutscher Buch- und Papierhändler sowie Verleger in der Messestadt Leipzig und Rittergutsbesitzer.

## Leben
Er war der Sohn von Johann Christoph Liebeskind (1713–1781). August Gottlob Liebeskind gründete in Leipzig im September 1794 eine Verlags- und Kommissionsbuchhandlung. Von Anfang an arbeitete er eng mit der J. V. Degenschen Buchhandlung in Wien zusammen, mit der er gemeinsam zahlreiche Werke verlegte.
1803 kaufte August Gottlob Liebeskind für die damals sehr hohe Summe von rund 100.000 Reichstalern das Rittergut Schönewerda von den beiden Testaments-Erben der königlich-preußischen Obristen Carl Gottlob Schmid von Wegwitz.
Im Jahre 1818 kaufte August Gottlob Liebeskind den Großteil des ehemals Himburgschen Buchhandlungsverlages in der preußischen Residenzstadt Berlin. Von nun an erweiterte sich der Kreis der Personen, die in diesem Verlag ihre Werke publizierten.
Im Jahre 1891 wurde der Verlag mit der J. G. Cottaschen Buchhandlung in Stuttgart vereinigt.

## Familie
Seine Brüder waren der Bürger und Goldschmied in Leipzig, Johann Heinrich Liebeskind, der im Jahre 1803 das Rittergut Schönewerda im Kreisamt Tennstedt für 98.800 Taler erwarb. Sein Bruder Daniel Christoph Liebeskind war Rektor in Danzig.
August Gottlob Liebeskind heiratete Fransisca Elise geborene Wagner. Aus dieser Ehe ging der am 12. Mai 1800 geborene Sohn August Heinrich Liebeskind hervor, der am 25. Mai in der Nikolaikirche in Leipzig getauft wurde. Der Sohn Gustav Heinrich Liebeskind wurde 1802 geboren.